# 北マケドニアの世界遺産
北マケドニアの世界遺産（きたマケドニアのせかいいさん）について述べる。北マケドニアは、マケドニア社会主義共和国時代にはユーゴスラビア社会主義連邦共和国に属する形で、世界遺産条約に参加していた。北マケドニア単独での世界遺産条約承継は1997年4月30日のことであった。世界遺産センターでの当初の国名表記は「マケドニア旧ユーゴスラビア共和国」であった。以下のデータは第44回世界遺産委員会拡大会合（2021年）終了時点のものである。

## 文化遺産
なし

## 自然遺産
- カルパティア山脈とヨーロッパ各地の古代及び原生ブナ林 - 2007年登録
  - 2011年、2017年、2021年に拡大した18か国の世界遺産で、北マケドニアも2021年から保有国になった。

## 複合遺産

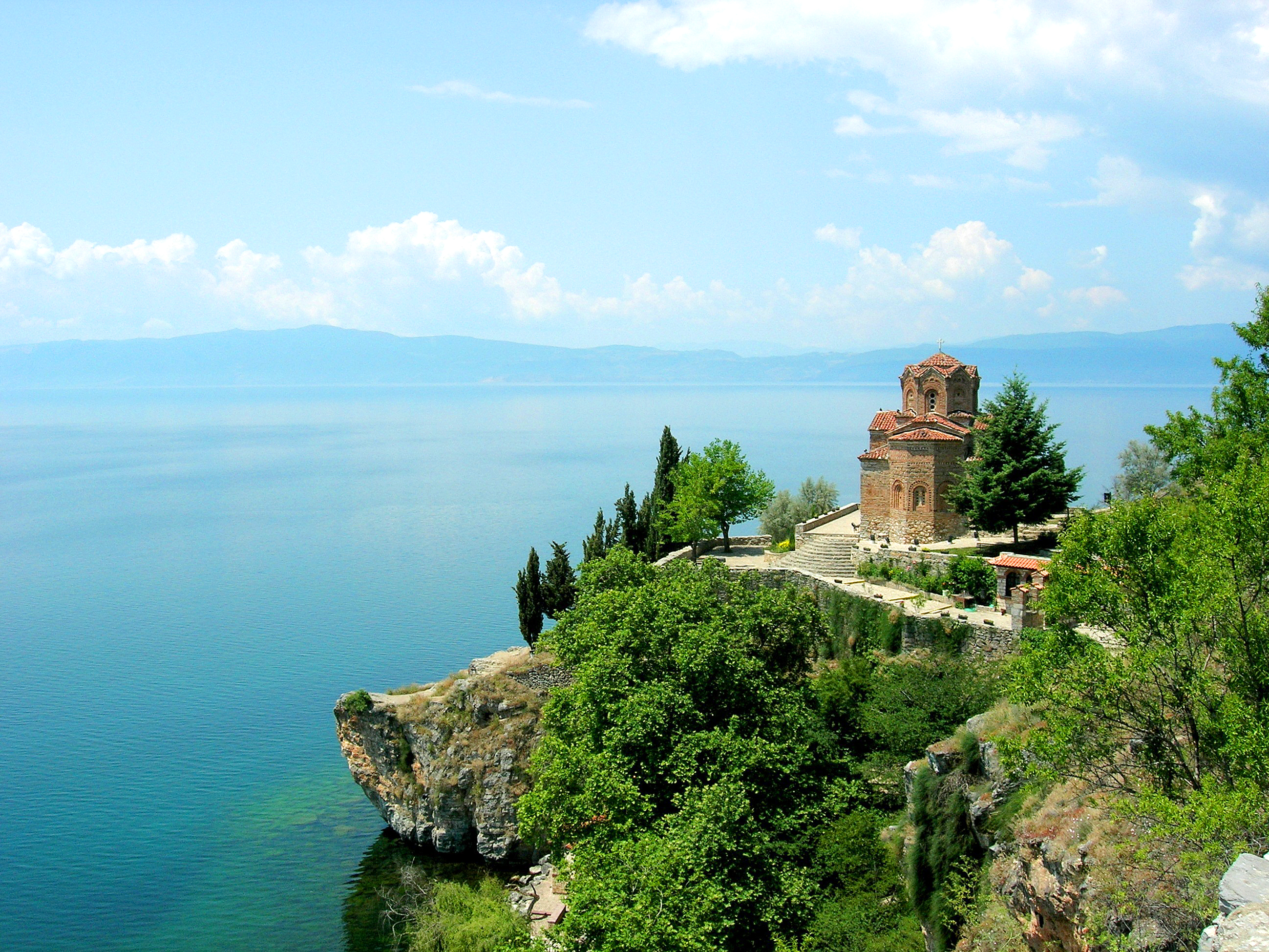
オフリド湖畔

- オフリド地域の自然・文化遺産 - 1979年
  - 1979年にオフリド湖を自然遺産として登録、1980年にオフリド市街の建造物群を含めて複合遺産として拡大登録。2006年に名称変更、2009年に登録範囲に関する軽微な変更。2019年からはアルバニアと共有。

## 暫定リスト
世界遺産の暫定リストには、以下の4件を記載している。
| 和名（仮訳）                     | リスト記載名（英文）                     | 記載年 | ID   | 備考                                                         |
| -------------------------------- | ---------------------------------------- | ------ | ---- | ------------------------------------------------------------ |
| スラティンスキ・イズヴォル洞窟   | Cave Slatinski Izvor                     | 2004年 | 1917 |                                                              |
| マルコヴィ・クリ                 | Markovi Kuli                             | 2004年 | 1918 |                                                              |
| コキノの天文考古学遺跡           | Archaeo-astronomical Site Kokino         | 2009年 | 5413 | 第36回世界遺産委員会で不登録勧告を受けて、審議前に取り下げ。 |
| クルビノヴォの聖ゲオルギウス聖堂 | Church St. George (Sv Gjorgji) Kurbinovo | 2020年 | 6492 |                                                              |